# Francis Wilson
Francis Robert Muter Wilson (1832 - 1903) fue un botánico, micólogo, y liquenólogo australiano.

## Biografía
Ministro presbiteriano en Kew, Melbourne, fue posiblemente el primer liquenólogo de Australia. Llegó a Australia en 1862 como ministro en Kew, Melbourne, pero desarrolló un interés en el mundo natural. Descubrió muchas especies de líquenes de Australia y las islas del Pacífico. Sus viajes de recolección lo llevaron a Lorne (Victoria), lagos Entrance (Victoria), Ferntree Gully (Victoria), Brisbane, Sídney y Suva, Fiyi. Entre 1897 y 1900 escribió al menos 20 artículos sobre liquens, publicando muchas especies nuevas.
Después de su muerte, sus colecciones fueron adquiridas por el Herbario Nacional de Nueva Gales del Sur y Herbario Nacional de Victoria. Sin embargo, el último conjunto fue enviado al botánico italiano Giacomo Albo para ser estudiado, y se perdió en tránsito, para nunca ser recuperado

## Algunas publicaciones
- “Notes on a Few Victorian Lichens” Vict. Nat. iv. 83, 1887
- “Descriptions of two New Lichens, and a List of Additional Lichens New to Victoria ib. v. 19, 1888
- “An Hour on a Coral Island, by a Student of Lichenology” ib. v. 141, 1888
- “A Hunt for Lichens in East Gippsland, Victoria” ib., vi. 57, 1889
- “An Additional List of Lichens New to Victoria” ib. vi. 60, 1889
- “A Description of Forty-one Victorian Lichens New to Science” ib. vi. 61, 1889
- “An Additional List of Lichens New to Victoria” ib. vi. 76 [sic; 77] 1889
- “Notes on Lichens in New South Wales” Proc. Roy. Soc. Q. vi. 85, 1889
- “List of Lichens Found in New South Wales” ib. vi. 89 1889
- “Notes on a Remarkable Growth in Connection with a New Species of Sticta, with Description of both” ib. vii. 8, 1889
- “Lichens from the Victorian Alps” Vict. Nat. vi. 178, 1890
- “Lichens from Western Australia” ib. vi. 180, 1890
- “Australian Lichenology” Trans. A.A.A.S. ii. 549, 1890
- “A List of Queensland Lichens New to Science” Bailey’s Botany Bull. 7, 28, 1891
- “On Lichens Collected in Victoria, Australia” J. Linn. Soc. (Botany) xxviii. 353, 1891
- “The Climate of Eastern Tasmania as Indicated by its Lichen Flora” Proc. Roy. Soc. Tasmania 131, 1892
- “Tasmanian Lichens” ib. 133, 1892
- “The Lichens of Victoria, Part. i. “ Proc. Roy Soc. Victoria v. 2.ª serie, 141, 1892
- “On Mr. Robert Hall’s Collection of Lichens from Kerguelen Island” Vict. Nat. xv. 41, 1898
- “Lichenes Kerguelenses a Roberto Hall, Anno 1898, Prope Royal Sound in Kerguelen insula lecti, et in Herbario Nationali, Melbourniensi, depositi” Mem. de L’Herbier Boissier 18, 87, 1900

- La abreviatura «F.Wilson» se emplea para indicar a Francis Wilson como autoridad en la descripción y clasificación científica de los vegetales.[3]

## Fuente
- Robert Zander, Fritz Encke, Günther Buchheim, Siegmund Seybold (eds.) Handwörterbuch der Pflanzennamen. 13.ª ed. Ulmer Verlag, Stuttgart 1984, ISBN 3-8001-5042-5